# Église Saint-Étienne de Montcherand
Pour les articles homonymes, voir Saint-Étienne (homonymie).
L’église Saint-Étienne de Montcherand est un temple protestant situé dans la commune de Montcherand, en Suisse. La paroisse est membre de l'Église évangélique réformée du canton de Vaud.

## Histoire
L'église actuelle, romane, pourrait remonter au XIe siècle. Elle constitue une étape des pèlerins de Saint-Jacques-de-Compostelle. En 1416, elle est présentée comme étant une église paroissiale. Devenue protestante à la Réforme en 1536, elle est successivement rattachée aux paroisses d'Orbe en 1662, de Rances en 1846, de Lignerolle en 1931, et de Ballaigues-Lignerolle en 2000.
Pour ce qui est de l'organisation intérieure, la disposition de l'aménagement a été inversée au XVIIe siècle: la table de communion, auparavant installée à l'est, dans l'abside, a alors été déplacée vers l'ouest. Mais la disposition primitive a été rétablie lors d'une restauration en 1903. L'abside romane, fortement retouchée, est précédée d'une nef rectangulaire que domine un clocheton, peut-être de 1774.
L'église est inscrite comme bien culturel suisse d'importance nationale.

## Fresques de l'église

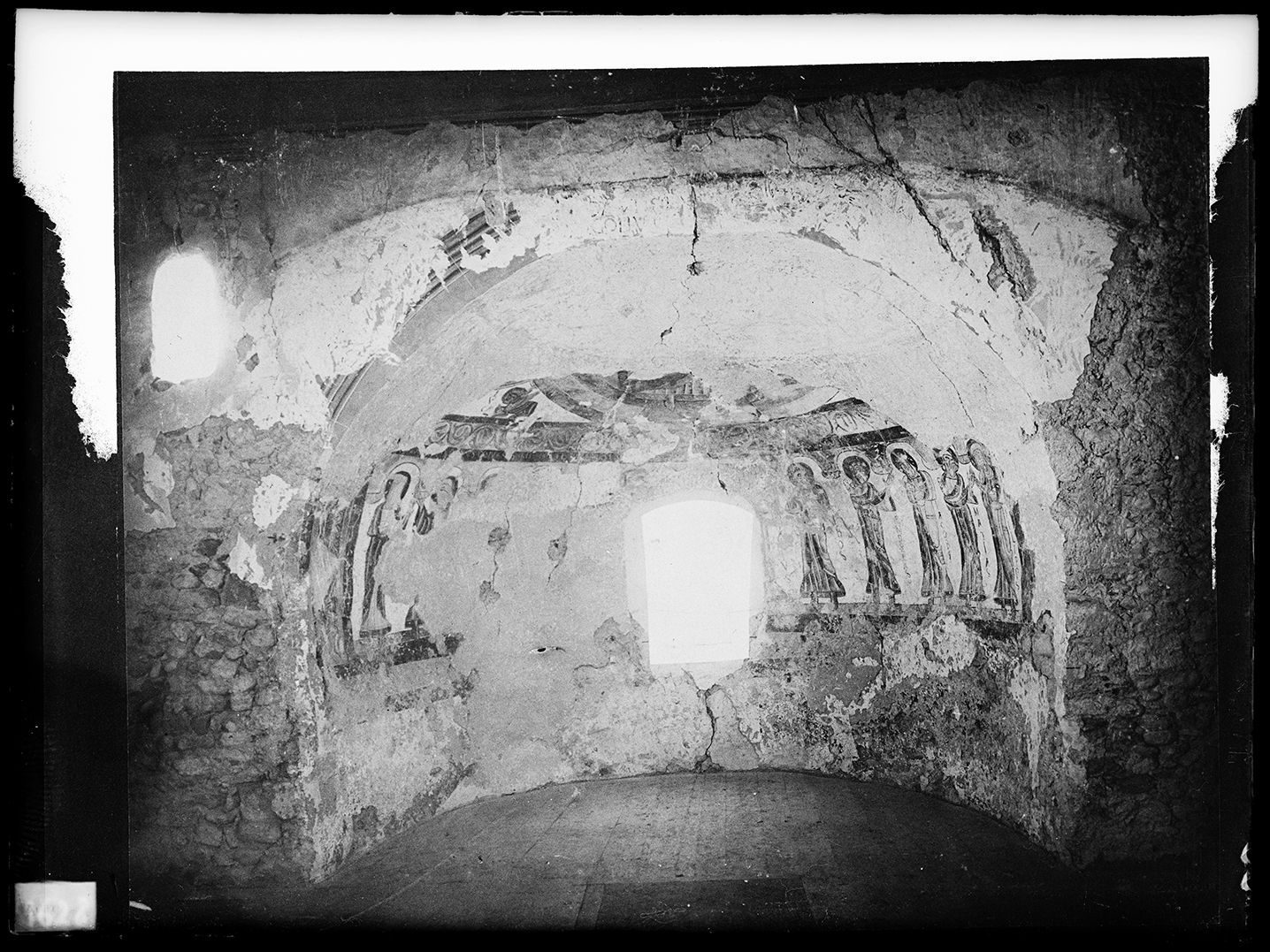
Vue intérieure par Albert Naef, 1902 (Archives cantonales vaudoises)

En 1902, des fresques romanes, sans doute du tout début du XIIe siècle, voire de la fin du XIe siècle, ont été découvertes dans l'abside, cachées sous un badigeon datant de la Réforme. Elles illustrent les douze Apôtres en demi-cercle, surmontés du Christ en gloire entouré des symboles des Évangélistes. Ces peintures fortement dégradées ont été largement complétées en 1903, puis « dérestaurées » en laissant de grandes plages blanches en 1967-1970, enfin à nouveau partiellement reconstituées en 1991-1992. Le décor de Montcherand - dans son état restauré de 1903 - a été copié à l'église de Donatyre.

### Galerie

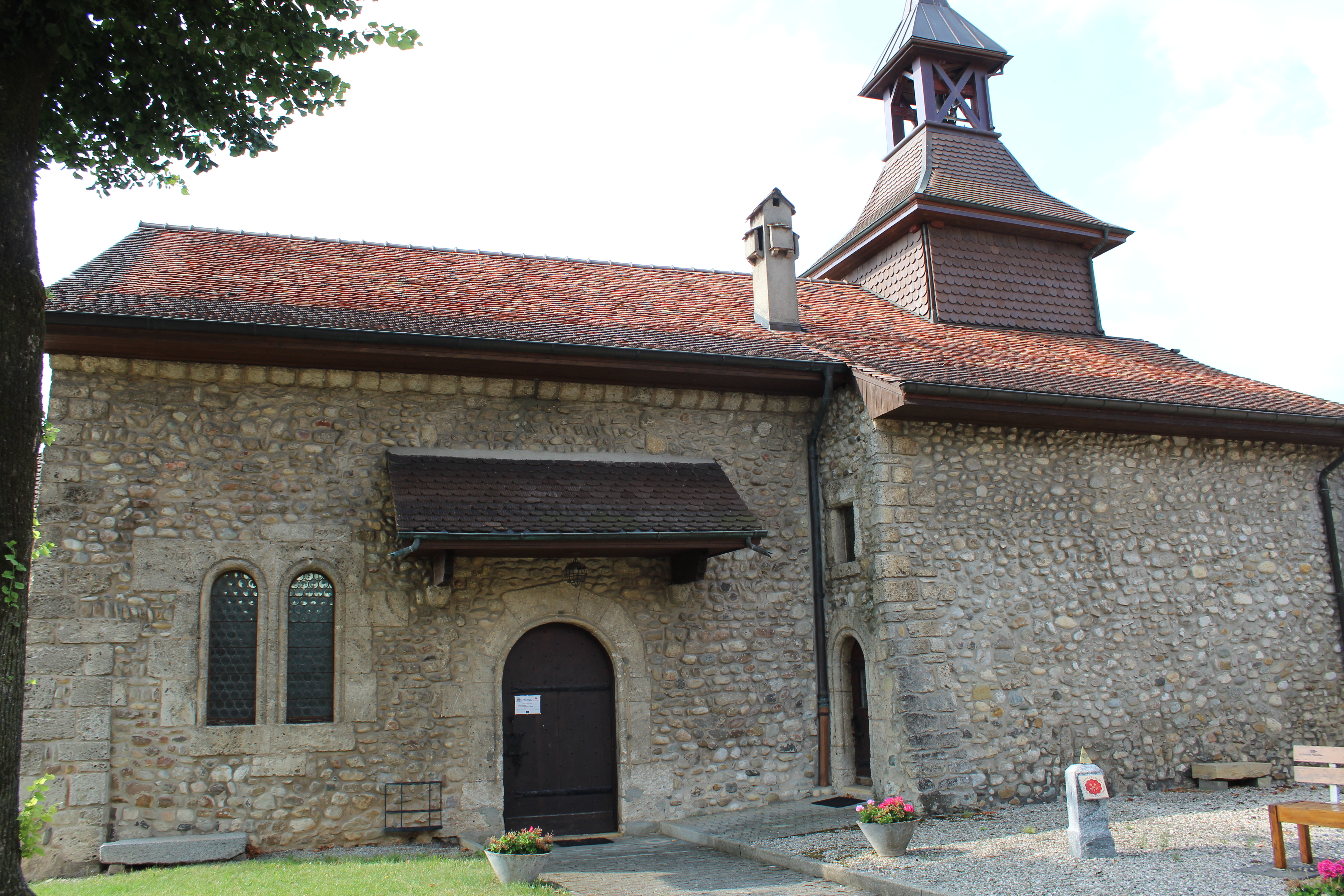
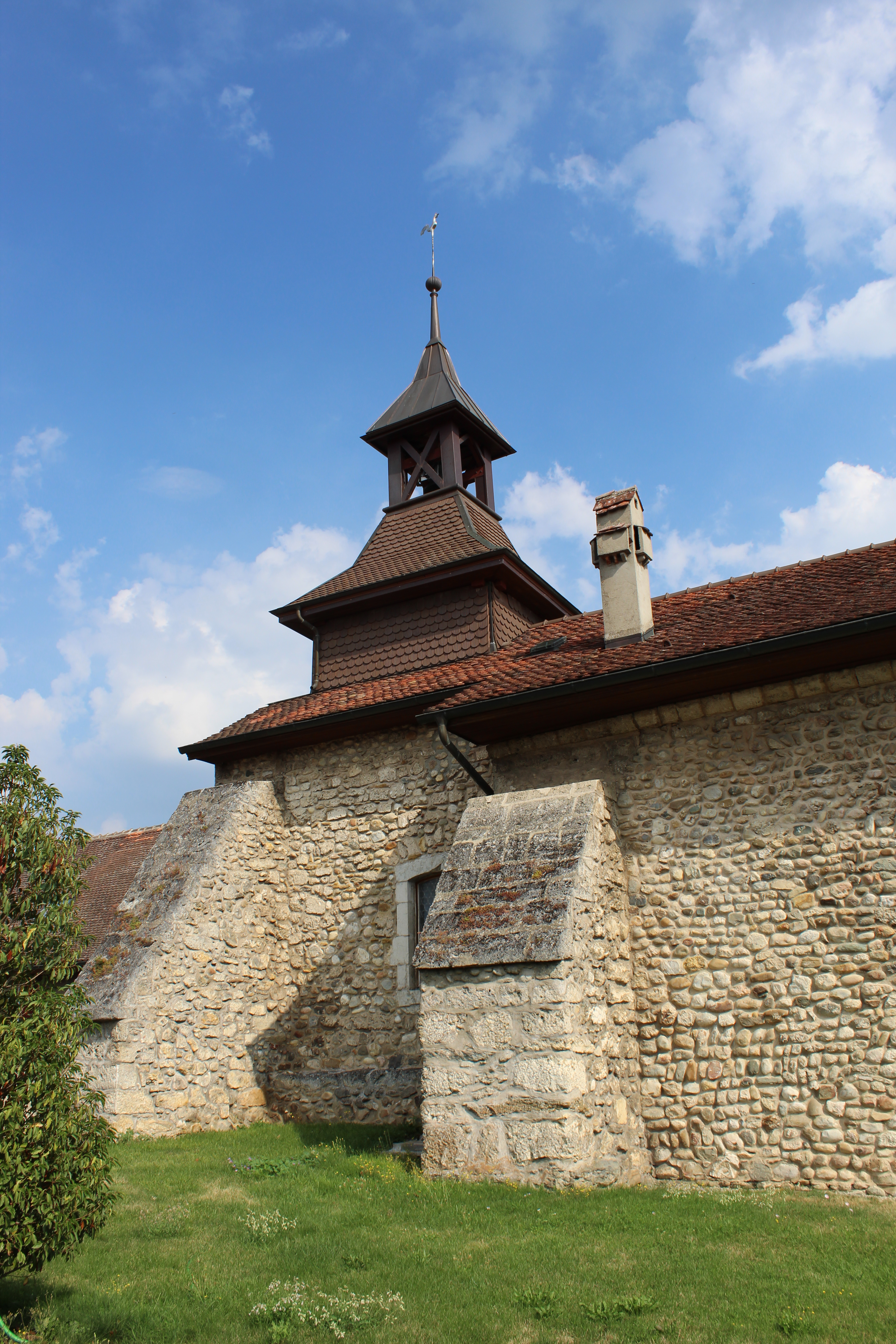
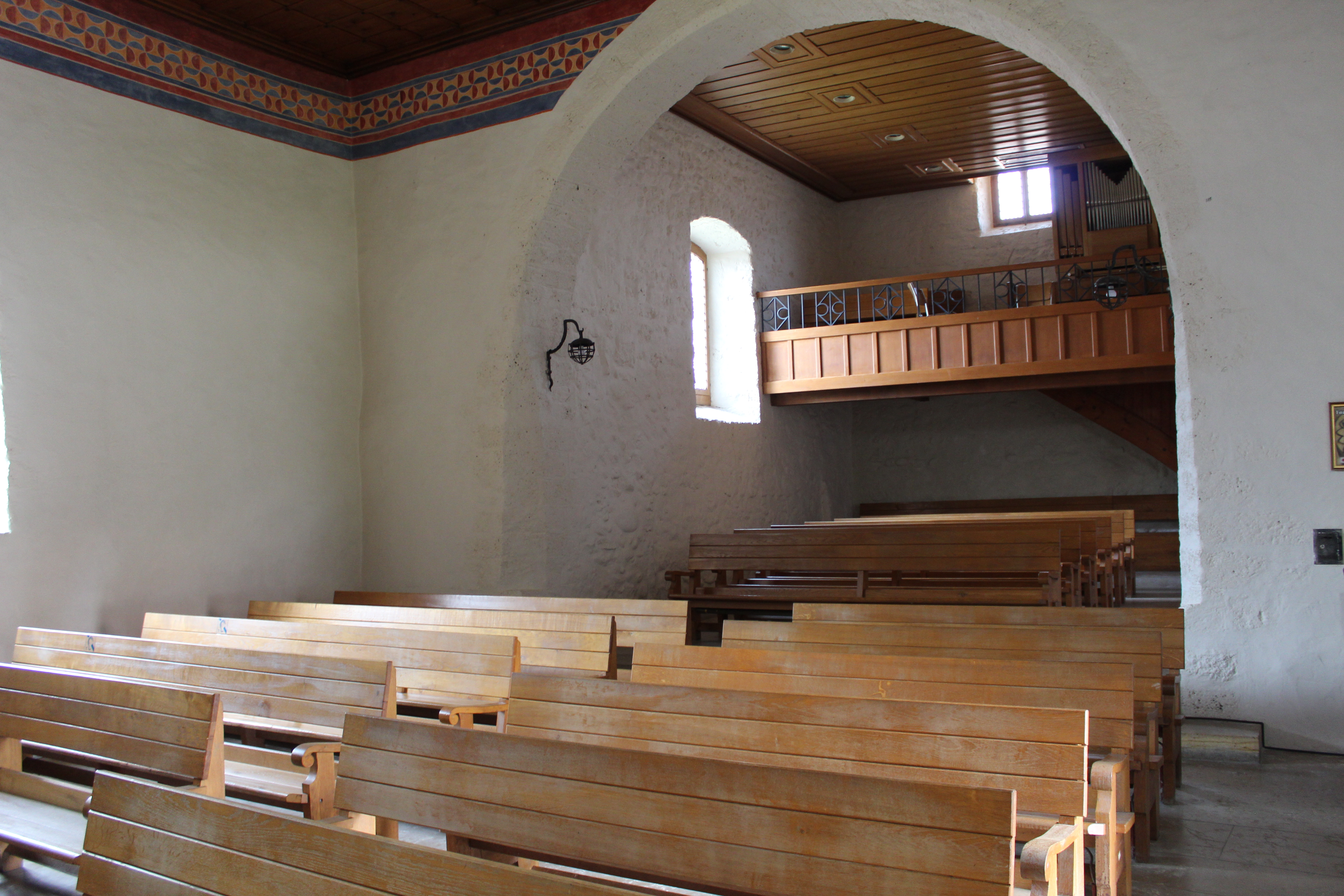
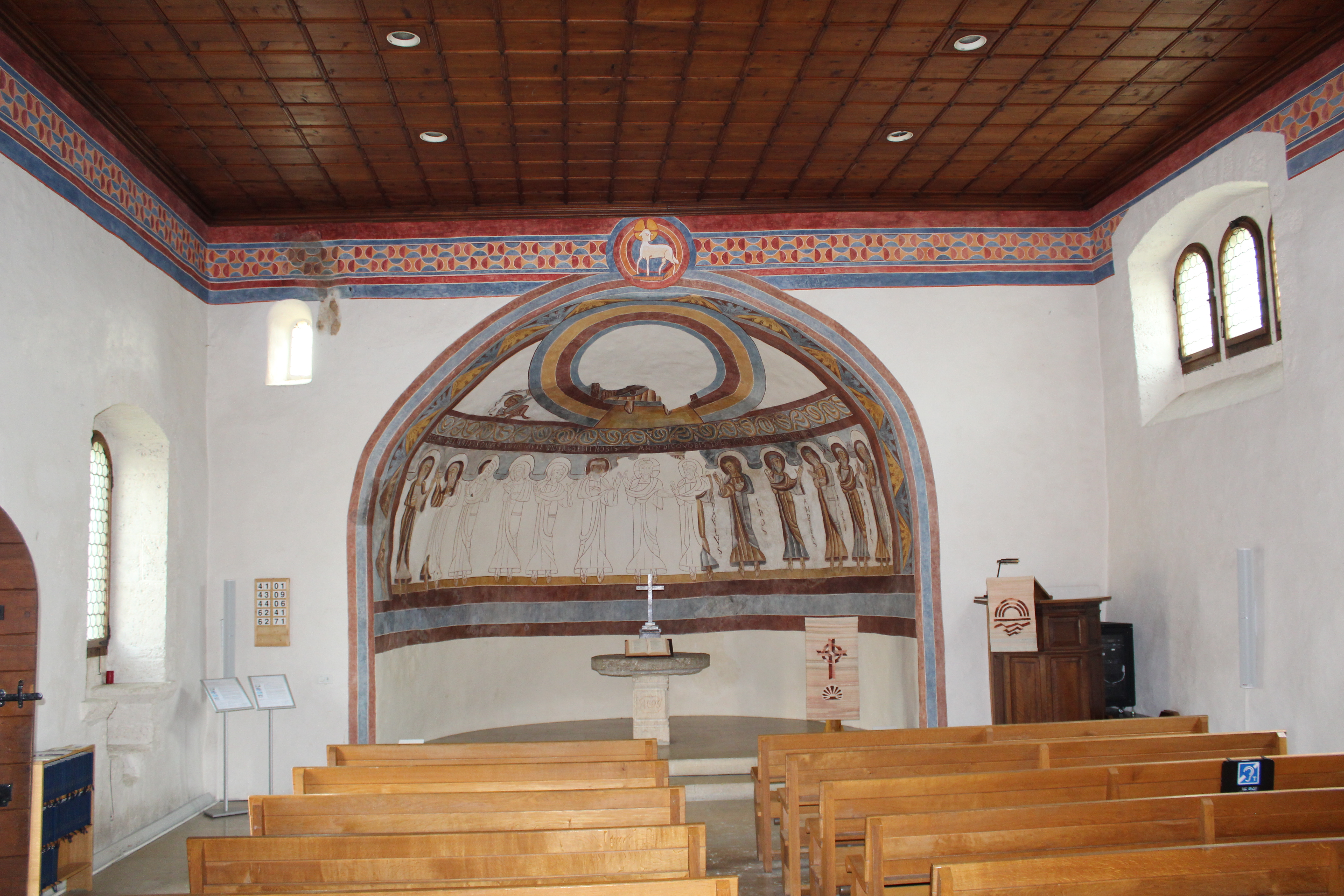
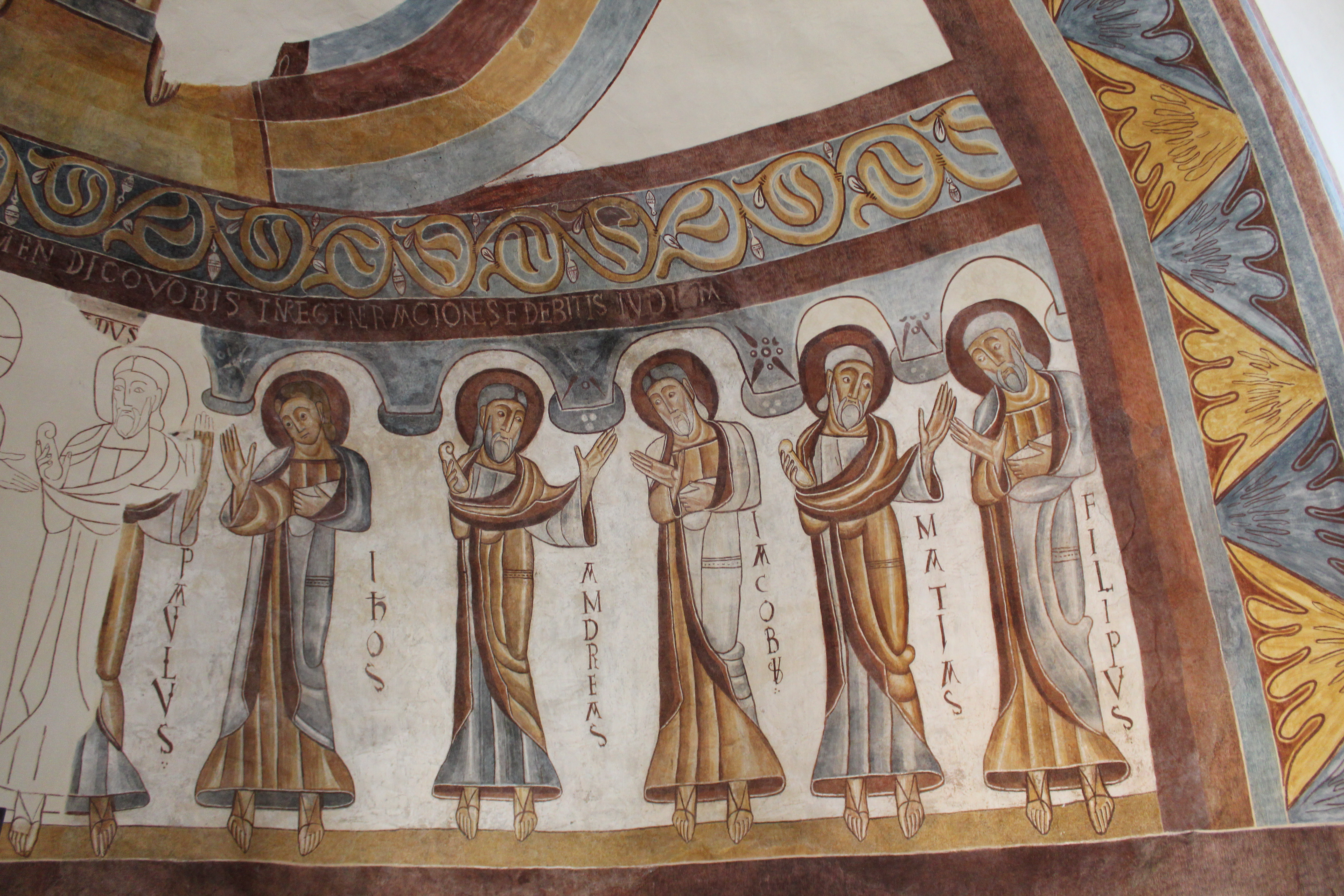